# Plectris rugulosa
Plectris rugulosa är en skalbaggsart som beskrevs av Blanchard 1850. Plectris rugulosa ingår i släktet Plectris och familjen Melolonthidae. Inga underarter finns listade i Catalogue of Life.